# Kanton Chilly-Mazarin
Kanton Chilly-Mazarin is een voormalig kanton van het Franse departement Essonne. Kanton Chilly-Mazarin maakte deel uit van het arrondissement Palaiseau en telde 33.508 inwoners (1999). Het werd opgeheven bij decreet van 24 februari 2014, met uitwerking op 22 maart 2015.

## Gemeenten
Het kanton Chilly-Mazarin omvatte de volgende gemeenten:
- Chilly-Mazarin (hoofdplaats)
- Morangis
- Wissous